# قائمة مقاطعات ميزوري
هذه قائمة مقاطعات ولاية ميزوري الأمريكية:
- مقاطعة آيرن
- مقاطعة أدير
- مقاطعة أندرو
- مقاطعة أودرين
- مقاطعة أوريغون
- مقاطعة أوزارك
- مقاطعة أوسيج
- مقاطعة أيتشيسون
- مقاطعة بارتون
- مقاطعة باري
- مقاطعة بايك
- مقاطعة بتلر
- مقاطعة بلات
- مقاطعة بوتنام
- مقاطعة بوجانان
- مقاطعة بولاسكي
- مقاطعة بولك
- مقاطعة بولينغر
- مقاطعة بون
- مقاطعة بيتز
- مقاطعة بيتيس
- مقاطعة بيري
- مقاطعة بيميسكوت
- مقاطعة بينتون
- مقاطعة تشاريتون
- مقاطعة جاسبر
- مقاطعة جاكسون
- مقاطعة جونسون
- مقاطعة جيفيرسون
- مقاطعة جينتري
- مقاطعة دافيز
- مقاطعة دالاس
- مقاطعة دوغلاس
- مقاطعة دونكلين
- مقاطعة ديد
- مقاطعة ديكالب
- مقاطعة دينت
- مقاطعة رالز
- مقاطعة راندولف
- مقاطعة راي
- مقاطعة رايبلي
- مقاطعة رينولدز
- مقاطعة سالين
- مقاطعة سانت تشارلز
- مقاطعة سانت جينيفييف
- مقاطعة سانت فرانسوا
- مقاطعة سانت كلير
- مقاطعة سانت لويس
- مقاطعة سيدار
- مقاطعة غاسكونيد
- مقاطعة غروندي
- مقاطعة غرين
- مقاطعة فرانكلين
- مقاطعة فيلبس
- مقاطعة كارتر
- مقاطعة كارول
- مقاطعة كاس
- مقاطعة كالاواي
- مقاطعة كالدويل
- مقاطعة كامدين
- مقاطعة كراوفورد
- مقاطعة كريستشيان
- مقاطعة كلارك
- مقاطعة كلاي
- مقاطعة كلينتون
- مقاطعة كوبر
- مقاطعة كول
- مقاطعة كيب غيراردو
- مقاطعة لافاييت
- مقاطعة لاكليد
- مقاطعة لورنس
- مقاطعة لويس
- مقاطعة ليفينغستون
- مقاطعة لين
- مقاطعة لينكولن
- مقاطعة ماديسون
- مقاطعة ماريز
- مقاطعة ماريون
- مقاطعة ماكون
- مقاطعة مكدونالد
- مقاطعة مورغان
- مقاطعة مونتغومري
- مقاطعة مونرو
- مقاطعة مونيتو
- مقاطعة ميرسير
- مقاطعة ميسيسيبي
- مقاطعة ميللر
- مقاطعة نوداواي
- مقاطعة نوكس
- مقاطعة نيو مدريد
- مقاطعة نيوتن
- مقاطعة هاريسون
- مقاطعة هاوارد
- مقاطعة هاول
- مقاطعة هنري
- مقاطعة هولت
- مقاطعة هيكوري